# Arantxa Rus
Pour les articles homonymes, voir Rus.
Arantxa Rus, née le 13 décembre 1990 à Delft, est une joueuse de tennis néerlandaise, professionnelle depuis 2007.

## Carrière
Chez les juniors, elle a remporté l'édition 2008 de l'Open d'Australie face à Jessica Moore.
Sur le Circuit ITF, elle remporte l'Open GDF Suez Atlantique (50 000 $) à Nantes le 8 novembre 2009, 6-2, 6-3 contre Renata Voráčová. Elle a, au total, remporté 18 titres sur ce circuit, dont celui de La Haye le 7 juillet 2019.
Elle bat Kim Clijsters au second tour de Roland-Garros en mai 2011 après avoir sauvé deux balles de match.
Elle détient le record de défaites consécutives sur le circuit féminin, avec 17 échecs de rang entre août 2012 et juillet 2013.
À ce jour, elle compte quatre titres en double dames sur le circuit WTA.

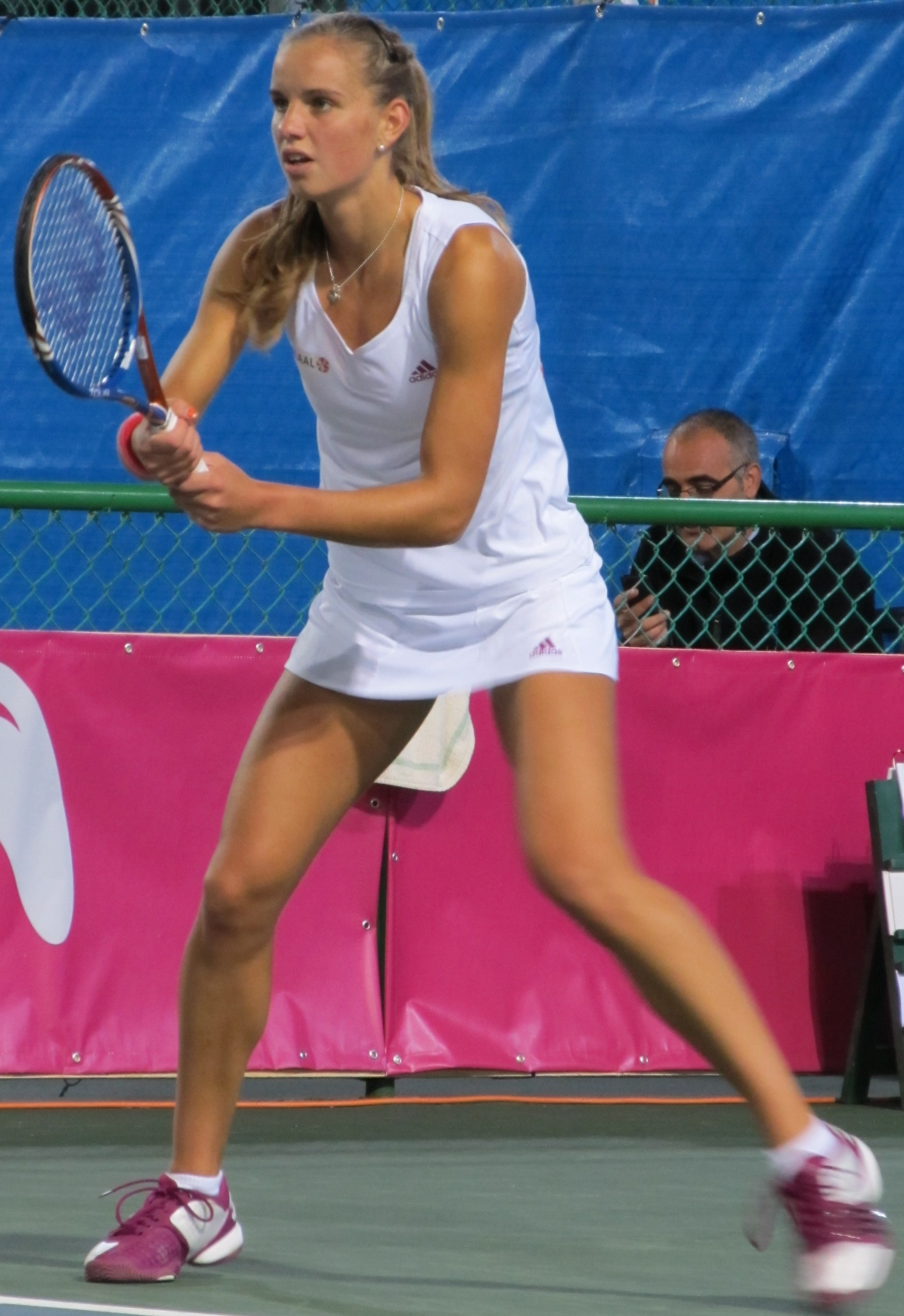
Arantxa Rus lors d'une rencontre de Fed Cup en 2011.

Le 29 juillet 2023, elle remporte son premier titre WTA, en simple, à Hambourg en battant l'Allemande Noma Noha Akugue, 207e mondiale et novice en deux sets (6-0, 7-6). Elle avait plus tôt dans le tournoi battu la jeune Russe Maria Timofeeva (6-2, 4-6, 6-1), vainqueure de Budapest quelques jours plus tôt, Nadia Podoroska, ancienne demi-finaliste à Roland Garros (6-3, 3-6, 7-5), la locale Eva Lys (6-2, 6-2) et l'Australienne Daria Saville (2-6, 6-3, 6-1).

## Palmarès

### Titre en simple dames
| No | Date       | Nom et lieu du tournoi          | Catégorie | Dotation  | Surface      | Finaliste        | Score     |          |
| -- | ---------- | ------------------------------- | --------- | --------- | ------------ | ---------------- | --------- | -------- |
| 1  | 23-07-2023 | Hamburg European Open, Hambourg | WTA 250   | 259 303 $ | Terre (ext.) | Noma Noha Akugue | 6-0, 7-63 | Parcours |

### Titres en double dames
| No | Date       | Nom et lieu du tournoi          | Catégorie | Dotation  | Surface      | Partenaire       | Finalistes                              | Score            |          |
| -- | ---------- | ------------------------------- | --------- | --------- | ------------ | ---------------- | --------------------------------------- | ---------------- | -------- |
| 1  | 24-07-2017 | Ericsson Open Båstad            | Intern'l  | 250 000 $ | Terre (ext.) | Quirine Lemoine  | María Irigoyen Barbora Krejčíková       | 3-6, 6-3, [10-8] | Parcours |
| 2  | 03-08-2020 | 31° Palermo Ladies Open Palerme | Intern'l  | 202 250 $ | Terre (ext.) | Tamara Zidanšek  | Elisabetta Cocciaretto Martina Trevisan | 7-5, 7-5         | Parcours |
| 3  | 09-11-2020 | Upper Austria Ladies Linz Linz  | Intern'l  | 225 500 $ | Dur (int.)   | Tamara Zidanšek  | Lucie Hradecká Kateřina Siniaková       | 6-3, 6-4         | Parcours |
| 4  | 01-03-2021 | Open 6e sens Lyon               | WTA 250   | 235 238 $ | Dur (int.)   | Viktória Kužmová | Eugenie Bouchard Olga Danilović         | 3-6, 7-5, [10-7] | Parcours |

### Finales en double dames
| No | Date       | Nom et lieu du tournoi           | Catégorie | Dotation    | Surface      | Vainqueures                          | Partenaire         | Score            |          |
| -- | ---------- | -------------------------------- | --------- | ----------- | ------------ | ------------------------------------ | ------------------ | ---------------- | -------- |
| 1  | 22-07-2019 | 30° Palermo Ladies Open Palerme  | Intern'l  | 226 750 € $ | Terre (ext.) | Cornelia Lister Renata Voráčová      | Ekaterine Gorgodze | 7-62, 6-2        | Parcours |
| 2  | 26-09-2022 | Parma Ladies Open Parme          | WTA 250   | 251 750 $   | Terre (ext.) | Anastasia Dețiuc Miriam Kolodziejová | Tamara Zidanšek    | 1-6, 6-3, [10-8] | Parcours |
| 3  | 14-07-2025 | MSC Hamburg Ladies Open Hambourg | WTA 250   | 275 094 $   | Terre (ext.) | Nadiia Kichenok Makoto Ninomiya      | Anna Bondár        | 6-4, 3-6, [11-9] | Parcours |

### Titres en simple en WTA 125
| No | Date       | Nom et lieu du tournoi                                    | Catégorie | Dotation  | Surface      | Finaliste         | Score     |          |
| -- | ---------- | --------------------------------------------------------- | --------- | --------- | ------------ | ----------------- | --------- | -------- |
| 1  | 05-06-2023 | Open Internacional Femeni Solgironès, La Bisbal d'Empordà | WTA 125   | 115 000 $ | Terre (ext.) | Panna Udvardy     | 7-62, 6-3 | Parcours |
| 2  | 10-07-2023 | Grand Est Open 88, Contrexéville                          | WTA 125   | 115 000 $ | Terre (ext.) | A. Pavlyuchenkova | 6-3, 6-3  | Parcours |

### Finales en simple en WTA 125
| No | Date       | Nom et lieu du tournoi            | Catégorie | Dotation  | Surface         | Vainqueure                | Score     |          |
| -- | ---------- | --------------------------------- | --------- | --------- | --------------- | ------------------------- | --------- | -------- |
| 1  | 13-11-2017 | Taipei OEC Open, Taipei           | WTA 125   | 125 000 $ | Moquette (int.) | Belinda Bencic            | 7-63, 6-1 | Parcours |
| 2  | 07-06-2021 | Croatia Bol Open, Bol             | WTA 125   | 115 000 $ | Terre (ext.)    | Jasmine Paolini           | 6-2, 7-64 | Parcours |
| 3  | 26-07-2021 | Belgrade Open, Belgrade           | WTA 125   | 115 000 $ | Terre (ext.)    | Anna Karolína Schmiedlová | 6-3, 6-3  | Parcours |
| 4  | 04-08-2024 | ECE Ladies Hamburg Open, Hambourg | WTA 125   | 115 000 $ | Terre (ext.)    | Anna Bondár               | 6-4, 6-2  | Parcours |

### Finales en double en WTA 125
| No | Date       | Nom et lieu du tournoi                      | Catégorie | Dotation  | Surface      | Vainqueures                      | Partenaire       | Score            |          |
| -- | ---------- | ------------------------------------------- | --------- | --------- | ------------ | -------------------------------- | ---------------- | ---------------- | -------- |
| 1  | 06-06-2022 | BBVA Open Internacional de Valencia Valence | WTA 125   | 115 000 $ | Terre (ext.) | Aliona Bolsova Rebeka Masarova   | Alexandra Panova | 6-0, 6-3         | Parcours |
| 2  | 04-08-2024 | ECE Ladies Hamburg Open Hambourg            | WTA 125   | 115 000 $ | Terre (ext.) | Anna Bondár Kimberley Zimmermann | Nina Stojanović  | 5-7, 6-3, [11-9] | Parcours |

## Parcours en Grand Chelem

### En simple dames
| Année | Open d'Australie | Open d'Australie     | Internationaux de France | Internationaux de France | Wimbledon       | Wimbledon           | US Open         | US Open             |
| ----- | ---------------- | -------------------- | ------------------------ | ------------------------ | --------------- | ------------------- | --------------- | ------------------- |
| 2009  | Q2               | Julia Schruff        | 2e tour (1/32)           | Yaroslava Shvedova       | Q1              | Eva Hrdinová        | 1er tour (1/64) | Sara Errani         |
| 2010  | Q1               | Kristina Antoniychuk | Q2                       | L. Dominguez Lino        | 1er tour (1/64) | Chang Kai-chen      | Q2              | Kristýna Plíšková   |
| 2011  | 2e tour (1/32)   | Svetlana Kuznetsova  | 3e tour (1/16)           | Maria Kirilenko          | Q2              | Lindsay Lee-Waters  | 2e tour (1/32)  | Caroline Wozniacki  |
| 2012  | 1er tour (1/64)  | Lesia Tsurenko       | 1/8 de finale            | Kaia Kanepi              | 3e tour (1/16)  | Peng Shuai          | 1er tour (1/64) | Galina Voskoboeva   |
| 2013  | 1er tour (1/64)  | I.-C. Begu           | 1er tour (1/64)          | Sara Errani              | 1er tour (1/64) | Olga Puchkova       | —               | —                   |
| 2014  | Q1               | Ekaterina Bychkova   | Q2                       | Timea Bacsinszky         | Q1              | Irena Pavlovic      | Q1              | V. Cepede Royg      |
|       |                  |                      |                          |                          |                 |                     |                 |                     |
| 2017  | Q1               | Ana Bogdan           | Q3                       | Quirine Lemoine          | Q1              | Mihaela Buzărnescu  | Q1              | Sesil Karatantcheva |
| 2018  | Q1               | Ivana Jorović        | 1er tour (1/64)          | Sloane Stephens          | 1er tour (1/64) | Serena Williams     | 1er tour (1/64) | Dominika Cibulková  |
| 2019  | Q1               | Richèl Hogenkamp     | Q1                       | Sofya Zhuk               | Q3              | Ysaline Bonaventure | Q1              | Isabella Shinikova  |
| 2020  | 2e tour (1/32)   | Madison Keys         | 1er tour (1/64)          | Clara Burel              | Annulé          | Annulé              | 1er tour (1/64) | Ann Li              |
| 2021  | 1er tour (1/64)  | Iga Świątek          | 1er tour (1/64)          | Mihaela Buzărnescu       | 1er tour (1/64) | María Sákkari       | 1er tour (1/64) | Belinda Bencic      |
| 2022  | 1er tour (1/64)  | Tamara Zidanšek      | 1er tour (1/64)          | Elena Rybakina           | 1er tour (1/64) | Catherine Harrison  | 1er tour (1/64) | Shelby Rogers       |
| 2023  | Q1               | J. Bouzas Maneiro    | 1er tour (1/64)          | Julia Grabher            | Q2              | Carol Zhao          | 1er tour (1/64) | Madison Keys        |
| 2024  | 2e tour (1/32)   | Anna Kalinskaya      | 2e tour (1/32)           | Elena Rybakina           | 2e tour (1/32)  | María Sákkari       | 2e tour (1/32)  | Emma Navarro        |
| 2025  | 1er tour (1/64)  | Olga Danilović       | 2e tour (1/32)           | Clara Tauson             | 1er tour (1/64) | Caroline Dolehide   |                 |                     |

N.B. : à droite du résultat se trouve le nom de l'ultime adversaire.

### En double dames
| Année | Open d'Australie                                                                                | Open d'Australie                                                               | Internationaux de France                                                             | Internationaux de France                                                              | Wimbledon                                                                                | Wimbledon | US Open                                                                           | US Open |
| ----- | ----------------------------------------------------------------------------------------------- | ------------------------------------------------------------------------------ | ------------------------------------------------------------------------------------ | ------------------------------------------------------------------------------------- | ---------------------------------------------------------------------------------------- | --------- | --------------------------------------------------------------------------------- | ------- |
| 2011  | —                                                                                               | —                                                                              | —                                                                                    | —                                                                                     | —                                                                                        | —         | 1er tour (1/32) G. Arn \|\| style="text-align:left;" \| Hsieh S.-w. G. Voskoboeva |         |
| 2012  | 1er tour (1/32) S. Halep \|\| style="text-align:left;" \| I.C. Begu M. Niculescu                | —                                                                              | —                                                                                    | 1er tour (1/32) E. Daniilídou \|\| style="text-align:left;" \| E. Makarova E. Vesnina | 1er tour (1/32) K. Bertens \|\| style="text-align:left;" \| I. Benešová B. Strýcová      |           |                                                                                   |         |
| 2013  | 1er tour (1/32) S. Halep \|\| style="text-align:left;" \| M. Czink B. Jovanovski                | 1er tour (1/32) S. Halep \|\| style="text-align:left;" \| S. Cîrstea A. Morita | —                                                                                    | —                                                                                     | —                                                                                        | —         |                                                                                   |         |
|       |                                                                                                 |                                                                                |                                                                                      |                                                                                       |                                                                                          |           |                                                                                   |         |
| 2020  | —                                                                                               | —                                                                              | 2e tour (1/16) M. Bouzková \|\| style="text-align:left;" \| Hsieh S.-w. B. Strýcová  | Annulé                                                                                | Annulé                                                                                   | —         | —                                                                                 |         |
| 2021  | 2e tour (1/16) T. Zidanšek \|\| style="text-align:left;" \| B. Pera R. van der Hoek             | 2e tour (1/16) T. Zidanšek \|\| style="text-align:left;" \| D. Jurak A. Klepač | 1/8 de finale V. Kužmová \|\| style="text-align:left;" \| B. Krejčíková K. Siniaková | 1er tour (1/32) V. Kužmová \|\| style="text-align:left;" \| M. Kato S. Santamaria     |                                                                                          |           |                                                                                   |         |
| 2022  | 1er tour (1/32) N. Párrizas Díaz \|\| style="text-align:left;" \| K. Birrell C. Kempenaers-Pocz | —                                                                              | —                                                                                    | 2e tour (1/16) V. Kužmová \|\| style="text-align:left;" \| M. Fręch B. Haddad Maia    | 1er tour (1/32) N. Párrizas Díaz \|\| style="text-align:left;" \| C. McNally T. Townsend |           |                                                                                   |         |
| 2023  | —                                                                                               | —                                                                              | —                                                                                    | —                                                                                     | —                                                                                        | —         | 3e tour (1/8) T. Maria \|\| style="text-align:left;" \| J. Brady L. Stefani       |         |
| 2024  | 1er tour (1/32) T. Maria \|\| style="text-align:left;" \| K. Kawa M. Kostyuk                    | 2e tour (1/16) A. Blinkova \|\| style="text-align:left;" \| U. Eikeri I. Neel  | 1er tour (1/32) T. Maria \|\| style="text-align:left;" \| C. Bucșa N. Hibino         | 1er tour (1/32) N. Stojanović \|\| style="text-align:left;" \| G. Olmos A. Panova     |                                                                                          |           |                                                                                   |         |
| 2025  | 1er tour (1/32) M. Kessler \|\| style="text-align:left;" \| K. Mladenovic Zhang S.              | —                                                                              | —                                                                                    | 1er tour (1/32) I. Haverlag \|\| style="text-align:left;" \| A. Dețiuc I. Shymanovich |                                                                                          |           |                                                                                   |         |

N.B. : le nom de la partenaire se trouve sous le résultat ; les noms des ultimes adversaires se trouvent à droite.

## Parcours en «Premier» et WTA 1000
Les tournois WTA « Premier Mandatory » et « Premier 5 » (entre 2009 et 2020) et WTA 1000 (à partir de 2021) constituent les catégories d'épreuves les plus prestigieuses, après les quatre levées du Grand Chelem. 

De 2009 à 2023, les tournois Premier Mandatory (dits tournois WTA 1000 obligatoires entre 2021 et 2023) regroupent Indian Wells, Miami, Madrid et Pékin, les autres constituant les tournois Premier 5 (tournois WTA 1000 non-obligatoires). À partir de 2024, le nombre de tournois WTA 1000 passe à 10 par saison (fin de l’alternance Doha / Dubaï), ces derniers devenant tous obligatoires et offrant tous 1000 points à la vainqueure (contre 900 points précédemment pour les tournois Premier 5).

### En simple dames
| Année |       |                              |                             |                              |                                   |                              |                               |                           |                            |                                |  |                                   |
| Doha  | Dubaï | Indian Wells                 | Miami                       | Madrid                       | Rome                              | Canada                       | Cincinnati                    | Pékin                     |                            | Tokyo                          |  |                                   |
| Doha  | Dubaï | Indian Wells                 | Miami                       | Madrid                       | Rome                              | Canada                       | Cincinnati                    | Pékin                     | Wuhan                      |                                |  |                                   |
| Doha  | Dubaï | Indian Wells                 | Miami                       | Madrid                       | Rome                              | Canada                       | Cincinnati                    | Pékin                     | Guadalajara                |                                |  |                                   |
| 2009  |       | Hors calendrier              |                             |                              | 1er tour (1/64) M. Rybáriková     |                              |                               |                           |                            |                                |  |                                   |
| 2010  |       | Hors calendrier              |                             |                              | 1er tour (1/64) M. Czink          |                              |                               |                           |                            |                                |  |                                   |
| 2011  |       | Hors catégorie               |                             |                              | 1er tour (1/64) L. Domínguez Lino | 1er tour (1/32) M. Sharapova |                               |                           |                            |                                |  | 1er tour (1/32) A. Pavlyuchenkova |
| 2012  |       |                              | Hors catégorie              | 1er tour (1/64) E. Baltacha  |                                   |                              |                               | 1er tour (1/32) C. McHale |                            |                                |  |                                   |
| 2013  |       |                              | Hors catégorie              | 1er tour (1/64) U. Radwańska | 1er tour (1/64) R. Oprandi        |                              |                               |                           |                            |                                |  |                                   |
|       |       |                              |                             |                              |                                   |                              |                               |                           |                            |                                |  |                                   |
| 2020  |       |                              | Hors catégorie              | Annulé                       | Annulé                            | Annulé                       | 2e tour (1/16) M. Vondroušová | Annulé                    | 2e tour (1/16) S. Williams | Annulé                         |  | Annulé                            |
| 2021  |       | Hors catégorie               |                             | 2e tour (1/32) P. Kvitová    | 2e tour (1/32) M. Sákkari         |                              |                               |                           |                            | Annulé                         |  | Annulé                            |
| 2022  |       | 2e tour (1/16) T. Martincová | Hors catégorie              | 1er tour (1/64) K. Volynets  | 1er tour (1/64) H. Watson         |                              |                               |                           |                            | Hors calendrier                |  |                                   |
| 2023  |       | Hors catégorie               |                             | 1er tour (1/64) C. Giorgi    |                                   | 2e tour (1/32) M. Sákkari    | 1er tour (1/64) C. Giorgi     |                           |                            | 1er tour (1/32) L. Fruhvirtová |  | 1er tour (1/32) A. Sasnovich      |
| 2024  |       | 1er tour (1/32) P. Martić    | 1er tour (1/32) V. Azarenka | 1er tour (1/64) T. Maria     | 2e tour (1/32) O. Dodin           | 2e tour (1/32) C. Gauff      | 1er tour (1/64) C. Osorio     |                           |                            |                                |  |                                   |
| 2025  |       |                              |                             |                              |                                   |                              | 1er tour (1/64) K. Volynets   |                           |                            |                                |  |                                   |

Sous le résultat, l’ultime adversaire.
1. 1 2   Les tournois de Doha et Dubaï alternent le statut de tournoi WTA 1000 (ex Premier 5) entre 2009 et 2023 : les trois premières éditions ont lieu à Dubaï, les trois suivantes à Doha, puis Dubaï accueille le tournoi de cette catégorie les années impaires et Dubaï les années paires. De 2011 à 2023, la ville qui n’accueille pas de WTA 1000 organise à la place un tournoi WTA 500 (ex Premier).
2. 1 2 3 4 5 6 7 8   L’ordre de déroulement des tournois a évolué depuis 2009 : Rome se dispute avant Madrid et Cincinnati avant Montréal/Toronto jusqu’en 2010, tandis que Tokyo/Wuhan/Guadalajara ont lieu avant Pékin jusqu’en 2023.
3. 1 2 3 4 5 6 7 8  Du fait de la pandémie de Covid-19, les tournois d’Indian Wells, de Miami, de Madrid, du Canada, de Wuhan et de Pékin sont annulés en 2020. Ces deux derniers le sont également en 2021. Pour des raisons d’organisation, le tournoi de Cincinnati 2020 a exceptionnellement lieu à Flushing Meadows à New York.
4. ↑  Le 1er décembre 2021, le président de la WTA, Steve Simon, annonce que tous les tournois prévus en Chine et à Hong Kong sont suspendus à partir de 2022, en raison de préoccupations concernant la sécurité et le bien-être de la joueuse de tennis chinoise Peng Shuai après ses allégations de relations sexuelles non-consenties avec Zhang Gaoli, membre de haut rang du Parti communiste chinois. Le tournoi de Pékin revient en 2023. Le tournoi de Guadalajara remplace celui de Wuhan pendant deux ans, ce dernier réapparaissant en 2024.

## Parcours aux Jeux olympiques

### En simple dames
| # | Date       | Nom de l'olympiade         | Surface             | Résultat       | Ultime adversaire | Score    |          |
| - | ---------- | -------------------------- | ------------------- | -------------- | ----------------- | -------- | -------- |
| 1 | 27/07/2024 | Olympic Tennis Event Paris | Terre battue (ext.) | 2e tour (1/16) | Zheng Qinwen      | 6-2, 6-4 | Parcours |

### En double dames
| # | Date       | Nom de l'olympiade         | Surface             | Résultat        | Partenaire   | Ultimes adversaires         | Score             |          |
| - | ---------- | -------------------------- | ------------------- | --------------- | ------------ | --------------------------- | ----------------- | -------- |
| 1 | 27/07/2024 | Olympic Tennis Event Paris | Terre battue (ext.) | 1er tour (1/16) | Demi Schuurs | Caroline Garcia Diane Parry | 62-7, 6-3, [10-4] | Parcours |

## Parcours en Fed Cup
| #                                                                     | Date       | Lieu        | Surface      | Gagnante(s)                         | Perdante(s)              | Score         |          |
| --------------------------------------------------------------------- | ---------- | ----------- | ------------ | ----------------------------------- | ------------------------ | ------------- | -------- |
|                                                                       |            |             |              |                                     |                          |               |          |
| 2014 - Barrage (groupe mondial II) - Pays-Bas - Japon - 3 : 2         |            |             |              |                                     |                          |               |          |
| 1                                                                     | 19/04/2014 | Bois-le-Duc | Terre (int.) | Kurumi Nara                         | Arantxa Rus              | 7-5, 2-6, 6-1 | Parcours |
| 1                                                                     | 19/04/2014 | Bois-le-Duc | Terre (int.) | Arantxa Rus                         | Misaki Doi               | 7-5, 6-3      | Parcours |
|                                                                       |            |             |              |                                     |                          |               |          |
| 2015 - 1er tour (groupe mondial II) - Pays-Bas - Slovaquie - 4 : 1    |            |             |              |                                     |                          |               |          |
| 2                                                                     | 07/02/2015 | Apeldoorn   | Terre (int.) | Arantxa Rus                         | Magdaléna Rybáriková     | 6-3, 6-4      | Parcours |
| 2                                                                     | 07/02/2015 | Apeldoorn   | Terre (int.) | Arantxa Rus                         | Anna K. Schmiedlová      | 6-3, 2-6, 6-4 | Parcours |
|                                                                       |            |             |              |                                     |                          |               |          |
| 2015 - Barrage (groupe mondial I) - Pays-Bas - Australie - 4 : 1      |            |             |              |                                     |                          |               |          |
| 3                                                                     | 18/04/2015 | Bois-le-Duc | Terre (int.) | Casey Dellacqua                     | Arantxa Rus              | 7-5, 6-3      | Parcours |
| 3                                                                     | 18/04/2015 | Bois-le-Duc | Terre (int.) | Arantxa Rus                         | Jarmila Gajdošová        | 0-6, 7-5, 7-5 | Parcours |
|                                                                       |            |             |              |                                     |                          |               |          |
| 2016 - 1er tour (groupe mondial) - Russie - Pays-Bas - 1 : 3          |            |             |              |                                     |                          |               |          |
| 4                                                                     | 06/02/2016 | Moscou      | Dur (int.)   | Daria Kasatkina Ekaterina Makarova  | Cindy Burger Arantxa Rus | 6-0, 6-2      | Parcours |
|                                                                       |            |             |              |                                     |                          |               |          |
| 2016 - 1/2 finale (groupe mondial) - France - Pays-Bas - 3 : 2        |            |             |              |                                     |                          |               |          |
| 5                                                                     | 16/04/2016 | Trélazé     | Terre (int.) | Caroline Garcia                     | Arantxa Rus              | 6-3, 6-4      | Parcours |
|                                                                       |            |             |              |                                     |                          |               |          |
| 2017 - 1er tour (groupe mondial) - Biélorussie - Pays-Bas : 4 : 1     |            |             |              |                                     |                          |               |          |
| 6                                                                     | 11/02/2017 | Minsk       | Dur (int.)   | Olga Govortsova Vera Lapko          | Cindy Burger Arantxa Rus | 6-4, 6-2      | Parcours |
|                                                                       |            |             |              |                                     |                          |               |          |
| 2017 - Barrage (groupe mondial I) - Slovaquie - Pays-Bas - 2 : 3      |            |             |              |                                     |                          |               |          |
| 7                                                                     | 22/04/2017 | Bratislava  | Terre (int.) | Daniela Hantuchová Rebecca Šramková | Cindy Burger Arantxa Rus | 2-1 ab.       | Parcours |
|                                                                       |            |             |              |                                     |                          |               |          |
| 2018 - 1/4 de finale (groupe mondial) - États-Unis - Pays-Bas - 3 : 1 |            |             |              |                                     |                          |               |          |
| 8                                                                     | 10/02/2018 | Asheville   | Dur (int.)   | Venus Williams                      | Arantxa Rus              | 6-1, 6-4      | Parcours |

## Classements WTA en fin de saison
| Année          | 2007 | 2008 | 2009 | 2010 | 2011 | 2012 | 2013 | 2014 | 2015 | 2016 | 2017 | 2018 | 2019 | 2020 | 2021 | 2022 | 2023 | 2024 |
| Rang en simple | 465  | 188  | 107  | 138  | 84   | 68   | 160  | 230  | 289  | 174  | 160  | 109  | 103  | 73   | 62   | 117  | 51   | 81   |
| Rang en double | 513  | –    | 455  | 225  | 246  | 288  | 143  | 185  | 318  | 192  | 189  | 132  | 187  | 81   | 71   | 105  | 86   | 115  |

Source : (en) Classements de Arantxa Rus sur le site officiel de la Fédération internationale de tennis

## Records et statistiques

### Victoires sur le top 10
Toutes ses victoires sur des joueuses classées dans le top 10 de la WTA lors de la rencontre.
| Légende      |
| Grand Chelem |
| WTA 1000     |
| WTA 500      |
| WTA 250      |
| Fed Cup      |

| # | Rang   |  | Tournoi       | Année | Surface      |  | Adversaire      | Rang | Tour | Score         | Tableau |
| - | ------ |  | ------------- | ----- | ------------ |  | --------------- | ---- | ---- | ------------- | ------- |
| 1 | no 114 |  | Roland-Garros | 2011  | Terre battue |  | Kim Clijsters   | no 2 | 1/32 | 3-6, 7-5, 6-1 | Tableau |
| 2 | no 72  |  | Wimbledon     | 2012  | Gazon        |  | Samantha Stosur | no 5 | 1/32 | 6-2, 0-6, 6-4 | Tableau |